# Ukrainian Food Journal
Ukrainian Food Journal (укр. Український харчовий журнал) — український науковий журнал, в якому публікуються оригінальні наукові статті, короткі повідомлення, оглядові статті, новини та огляди літератури з усіх аспектів харчової науки. 
Журнал індексується наукометричними базами Scopus та Web of Science. 
ISSN 2313-5891 (Електронна версія) 
ISSN 2304-974X (Друкована версія)

## Мова статей
Статті в «Ukrainian Food Journal» публікуються англійською мовою. В кінці кожного номера наводяться анотації статей українською мовою.

## Тематика публікацій
- Харчова інженерія
- Харчова хімія
- Мікробіологія, біотехнологія
- Властивості харчових продуктів
- Процеси та обладнання харчових виробництв
- Якість та безпека харчових продуктів
- Економіка підприємств харчової, переробної та біотехнологічної промисловості
- Автоматизація процесів
- Упаковка
- Нанотехнології

## Індексація наукометричними базами
- Index Copernicus (2012)
- EBSCO (2013)
- Google Scholar (2013)
- UlrichsWeb [Архівовано 22 серпня 2020 у Wayback Machine.] (2013)
- CABI full text [Архівовано 30 травня 2016 у Wayback Machine.] (2014)
- Online Library of University of Southern Denmark (2014)
- Directory of Research Journals Indexing (DRJI) (2014)
- Directory of Open Access scholarly Resources (ROAD) (2014)
- European Reference Index for the Humanities and the Social Sciences (ERIH PLUS) (2014)
- Directory of Open Access Journals [Архівовано 27 серпня 2016 у Wayback Machine.] (DOAJ) (2015)
- InfoBase Index (2015)
- CAS Source Index (Chemical Abstracts Service, a division of the American Chemical Society) (2015)
- FSTA (Food Science and  Technology Abstracts) (2018)
- Emerging Sources Citation Index (Web of Science Core Collection) (2018)
- Scopus (2022)

## Періодичність журналу
- 4 номери на рік (березень, червень, вересень, грудень).

## Головний редактор
Олена Стабнікова, д-р. хім. наук, проф., Національний університет харчових технологій, Україна 
Головний редактор у 2012-15 роках - д-р.хім.наук, професор Сергій Іванов;
у 2016-19 роках - д-р.хім.наук, професор Валерій Манк;
у 2019-21 р. - д-р.біол.наук, професор Володимир Іванов.

## Члени редакційної колегії
Агота  Гієдре Райшене, д-р, Литовський ініститут аграрної економіки, Литва
Егон  Шніцлер, д-р, професор, Державний університет Понта Гросси, Бразилія
Лелівельд  Хуб, асоціація «Міжнародна гармонізаційна ініціатива», Нідерланди
Марк  Шамцян, д-р., доц., Чорноморська асоціація з харчової науки та технології,  Румунія
Октавіо Паредес Лопес, д-р., проф, Центр  перспективних досліджень Національного політехнічного інституту, Мексика.
Паскаль  Дюпьо, д-р, Університет Клод Бернард Ліон 1, Франція
Крістіна  Попович, д-р., доц., Технічний університет Молдови 
Семіх  Отлес, д-р., проф, Університет Еге, Туреччина
Соня  Амарей, д-р., проф, Університет «Штефан чел Маре», Сучава, Румунія
Станка Дамянова, д-р., проф, Русенський університет «Англел  Канчев», філія Разград, Болгарія
Стефан  Стефанов, д-р., проф., Університет харчових технологій, Болгарія 
Тетяна  Пирог, д-р. біол. наук, проф., Національний університет харчових технологій,  Україна 
Томаш  Бернат, д-р., проф., Щецинський університет, Польща
Валерій  Мирончук, д-р. техн. наук, проф., Національний університет харчових технологій,  Україна
Віктор  Стабніков, д-р. техн. наук, проф., Національний університет харчових  технологій, Україна
Владімір  Груданов, д-р. техн. наук, проф., Білоруський державний аграрний технічний  університет, Білорусь
Йорданка  Стефанова, д-р, Пловдівський університет "Паісій Хілендарскі",  Болгарія
Юлія  Дзязько, д-р. хім. наук, с.н.с., Інститут загальної та неорганічної хімії імені  В. І. Вернадського НАН України
Юрій  Білан, д-р., Щецинський університет, Польща
Ясміна Лукінак, д-р, проф., Осієкський університет, Хорватія.
Олексій  Губеня (відповідальний секретар), канд. техн. наук, доц., Національний  університет харчових технологій, Україна.

## Рецензія рукопису статті
Всі наукові статті, представлені для публікації в «Ukrainian Food Journal» проходять «Подвійне сліпе рецензування» (рецензент не знає автора статті, і, відповідно, автор не знає рецензента) принаймні двома вченими, призначених редакційною колегією: один є членом редколегії і один незалежний учений.
Зазвичай час рецензування складає 8-12 тижнів.